# Ready Go (4minuteの曲)
「Ready Go」（レディ ゴー）は、韓国の女性5人組の歌手グループ4minuteの日本での6枚目シングル。

## 概要
- Heart to Heartから約4ヶ月ぶりの、シングル。2011年12月7日にユニバーサルミュージックより、初回盤A・B、通常盤の3種形態で販売。
- 表題曲『Ready Go』は、テレビ東京系テレビドラマ『ここが噂のエル・パラシオ』オープニングテーマに起用された。[2]

## 収録曲
1. Ready Go 3分32秒
2. SWEET SUGA HONEY! (JAPANESE Ver.)  3分27秒
3. Ready Go 3分32秒

## 仕様
- 【初回盤A】CD＋DVD (Ready Go Music Video・Ready Go Music Video Making)
- 【初回盤B】CD＋DVD (Ready Go DANCE Ver.)
- 【通常盤】CD